# 麻傾翁
麻傾翁（Ma Ching-oung）（1889年10月—1966年3月2日），藏名洛松巴登，西康省道孚縣孔色鄉麻塢村人。道孚縣靈雀寺堪布。民國37年（1948年）在西康藏民選區當選第一屆立法委員。

## 生平
靈雀寺是道孚縣最大的格魯派寺廟，全稱“靈雀興盛寺”，創建于大清康熙元年（1662年），為霍爾十三寺之一，有三百多年的歷史。1933年時，麻傾翁被劉文輝國民革命軍第二十四軍委任為靈雀寺堪布，道孚縣佛教協會會長，1940年參加中國國民黨，次年任西康省政府顧問，之後，麻傾翁兼任中國國民黨中央監察委員、西康省黨部監察委員會委員之職，以後又出任第一屆西康省臨時參議會參議員。1947年3月1日國民政府任命麻傾翁爲監察院監察委員，1948年當選第一屆立法委員。
民初，西藏噶廈政府趁亂將勢力擴大到金沙江江東，並企圖擴張。1932年挑起武裝衝突，被劉文輝和馬步芳打得大敗，退守金沙江西岸，訂立了崗拖協議，以金沙江為界，劃江分治。麻傾翁調停甘孜大金白利之爭，促成了《崗拖協議》的簽字。
1935年張國燾另立中共中央，金達土司麻傾翁的有著五百多人馬的武裝，以能騎善射著稱。曾經將紅軍一支征糧隊三十多人全部剖腹挖心，並用大鍋煮熟後吃肉喝湯，以壯行色。此後又襲擊了仁達、瓦日兩個鄉的博巴政府（工農蘇維埃政權），將政府工作人員斬盡殺絕，被紅軍視為最兇惡的敵人。
1950年4月15日，麻帶領靈雀寺喇嘛，在縣城列隊歡迎十八軍先遣隊進駐道孚，先後被選為自治州歷屆人民代表，任自治區人民政府文教處副處長，自治州人委參事室副主任、州政協常委。
1966年3月2日，因食道癌在康定逝世。